# Ordynacja ocenowa

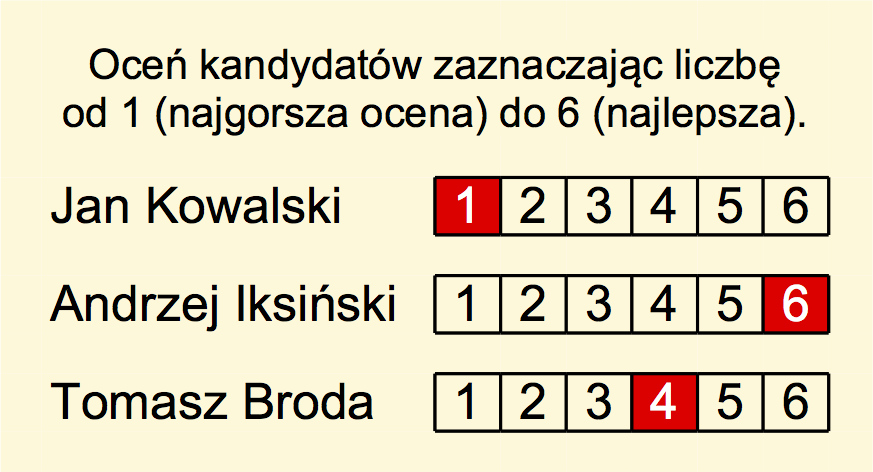
Przykładowa karta do głosowania ocenowego

Ordynacja ocenowa (również zwana ordynacją przedziałową lub interwałową) – ordynacja wyborcza, w której wyborcy oceniają każdego z kandydatów. Wygrywa kandydat (lub kandydaci) z najwyższą średnią oceną.

## Opis metody
W głosowaniu ocenowym wyborca przyznaje każdemu z kandydatów ocenę na skali przedziałowej (interwałowej), np. 1-10 lub 1-6 (skala ocen szkolnych). W najprostszej odmianie tej metody ważny głos musi zawierać oceny wszystkich kandydatów. Oceny dla każdego z kandydatów są sumowane, zaś wygrywa kandydat z najwyższą sumą ocen (nie ma potrzeby wyliczania średniej, suma daje identyczne wyniki).
W odmianie "nieobowiązkowej" wyborca nie musi oceniać każdego z kandydatów (może wystawić ocenę obojętną), a do agregacji ocen poszczególnych kandydatów stosuje się średnią arytmetyczną (rzadziej medianę) z wszystkich wystawionych ocen. Zwykle odmianie tej towarzyszy próg wyborczy, np. odrzucenie kandydatów z sumą ocen mniejszą niż połowa sumy ocen najlepszego kandydata lub odrzucenie dolnych 50% listy wyborczej o najmniejszych sumach ocen. Użycie sumy zamiast średniej w progu wyborczym ma na celu zapobieżenie zwycięstwa mało znanego kandydata dzięki zawyżeniu średniej oceny przez małą grupkę zagorzałych zwolenników przy obojętności ogółu wyborców.
Ordynacja ocenowa może być stosowana do wyborów jednomandatowych jak i wielomandatowych. W okręgach wielomandatowych stanowiska przydziela się kandydatom o najlepszych ocenach.
Ordynacja ocenowa ze skalą ocen ograniczoną do dwóch opcji, np. "tak" i "nie", jest tożsama z ordynacją zgody (aprobaty).

## Przykład
Odbywają się wybory na prezesa klubu. Startuje 5 kandydatów, głosuje 6 członków klubu.
|            | Oceny członków klubu | Oceny członków klubu | Oceny członków klubu | Oceny członków klubu | Oceny członków klubu | Oceny członków klubu | Suma | Średnia |
| ---------- | -------------------- | -------------------- | -------------------- | -------------------- | -------------------- | -------------------- | ---- | ------- |
| Kandydat A | 2                    |                      | 3                    | 5                    |                      | 0                    | 10   | 2,5     |
| Kandydat B | 8                    | 9                    | 4                    |                      | 7                    | 9                    | 37   | 7,4     |
| Kandydat C | 6                    | 3                    | 1                    | 9                    | 6                    | 3                    | 28   | 4,7     |
| Kandydat D |                      | 9                    |                      |                      |                      | 8                    | 17   | 8,5     |
| Kandydat E | 9                    | 0                    | 6                    | 9                    | 5                    | 8                    | 37   | 6,2     |

Proces wyłaniania prezesa w ordynacji ocenowej:
1. Głosowanie. Członkowie klubu głosują oceniając każdego kandydata oceną od 0 do 9. Członkowie mają również prawo wstrzymania się od oceny (puste pola w tabeli).
2. Próg wyborczy. Wyliczona jest suma ocen. W tym przykładzie przyjęto próg wyborczy odrzucający dwóch ostatnich kandydatów z najgorszą sumą ocen (w tabeli na czerwono).
3. Wyłonienie zwycięzcy. Wyliczona jest średnia ocen. Zwycięzcą zostaje kandydat o największej średniej (w tabeli na zielono) spośród tych, którzy przeszli próg wyborczy.

Prezesem klubu został Kandydat B. Zauważmy, że gdyby nie zastosowano progu wyborczego, wygrałby Kandydat D mający wysokie noty u małej grupki zwolenników, lecz pozostający nieznanym większości wyborców.

## Własności
- Brak obawy przed utratą głosu, która występuje w ordynacjach dających możliwość głosowania tylko na jednego kandydata, np. obecna ordynacja wyborcza w Polsce. W ordynacji ocenowej wyborca może oddać głos (ocenić) dowolną liczbę kandydatów.
- Możliwość wyrażenia siły preferencji (powiedzenia nie tylko czy preferujemy kandydata, ale i jak bardzo).
- Względna prostota. Wyłonienie zwycięzców w ordynacji ocenowej jest bardziej zrozumiałe niż w ordynacji preferencyjnej (np. pojedynczego głosu przechodniego), czy metodą D’Hondta lub Sainte-Laguë.
- Rozluźnienie związku kandydata z organizacją wystawiającą, np. partią polityczną. Listy wyborcze nie są elementem ordynacji ocenowej, a więc przynależność partyjna nie ma wpływu na szanse na wygraną kandydata, co sprzyja silnym kandydatom niezależnym, bądź należącym do słabych partii.
- Monotoniczność, tzn. podniesienie oceny swojego kandydata nie może zmniejszyć jego szans na wygraną, zaś jej obniżenie nie może mu pomóc wygrać. Również wyborca głosując zgodnie z przekonaniami ma pewność, że jego głos nigdy nie może prowadzić do wybrania gorszego (z jego punktu widzenia) zwycięzcy niż gdyby wstrzymał się od głosu.
- Kryterium "zdrady ulubieńca" jest spełnione[1], tzn. ordynacja ocenowa nigdy nie zachęca wyborców do wystawiania ulubionemu kandydatowi oceny gorszej niż któremuś kandydatowi, którego lubią mniej.
- Niezależność od klonów, tzn. jeżeli istnieje zbiór kandydatów takich, że wyborca przyznał tę samą ocenę wszystkim w zbiorze, to prawdopodobieństwo zwycięstwa kandydata z tego zbioru jest niezależne od liczby kandydatów z tego zbioru. Oznacza to, że ordynacja ocenowa nie popycha podobnych kandydatów do "bratobójczych" walk.
- Kryterium Condorceta nie jest spełnione, tzn. zwycięzcą nie musi zostać kandydat, który, kiedy zestawieni są parami wszyscy kandydaci, jest preferowany przez większość wyborców[2].
- Twierdzenie Arrowa o niemożliwości nie jest złamane przez ordynację ocenową, gdyż oceny oddaje się na skali przedziałowej, a założenie uniwersalności tego twierdzenia w zasadzie ogranicza jego zastosowanie do systemów głosowania stosujących skalę rangową[3].

## Strategia
Ocenowe głosowanie taktyczne polega na wystawieniu preferowanemu kandydatowi oceny maksymalnej, zaś pozostałym - minimalnej. Jeżeli zwolennicy jednego kandydata stosują tę strategię, a zwolennicy pozostałych kandydatów głosują szczerze (wystawiając oceny zgodne z ich upodobaniami), to wyborcy tego pierwszego zyskaliby znaczną przewagę nad resztą wyborców. W praktyce wyborcy strategiczni pojawiają się wśród zwolenników wszystkich kandydatów, więc przewaga ta byłaby ciężka do uzyskania.
Istnieją jednak przykłady, w których ograniczenie się do ocen ekstremalnych nie jest optymalne. Sonda wychodzących (ang. exit poll) pokazała, że wyborcy skłaniali się do bardziej szczerej oceny kandydatów, którym przypisywali małe szanse na zwycięstwo. Ordynacja ocenowa może być bardziej korzystna dla kandydatów niezależnych i małych partii w porównaniu do innych metod wyborczych, tzw. "efekt żłobka".

## Zastosowanie
W polityce pełna ordynacja ocenowa nie jest obecnie stosowana, częściej występuje jej uproszczona dwuocenowa odmiana, tzw. ordynacja zgody. Była ona stosowana np. w wyborach sekretarza generalnego ONZ w 2006 r.
Głosowanie ocenowe często jest używane poza polityką. Sportowcy podczas zawodów są oceniani na skali liczbowej przez sędziów, np. w łyżwiarstwie figurowym. Zwykle oceny skrajne są odrzucane, a średnia jest wyliczana z pozostałych ocen. Jawność głosowania sędziów sprawia, iż są oni o wiele mniej skłonni do głosowania taktycznego.
Ordynacja ocenowa jest powszechna na stronach internetowych wyłaniających najlepsze filmy (np. IMDb), produkty (np. cokupić.pl), książki (np. lubimyczytać.pl), itp.
Możliwe, że odmiana ordynacji ocenowej była używana w starożytnej Sparcie w niektórych głosowaniach. Mierzono jak głośno tłum wykrzykiwał imiona kandydatów. Dzisiejszy odpowiednik tego sposobu głosowania można znaleźć w programach rozrywkowych, w których po występie mierzone jest natężenie oklasków publiczności.